# 御所警察署

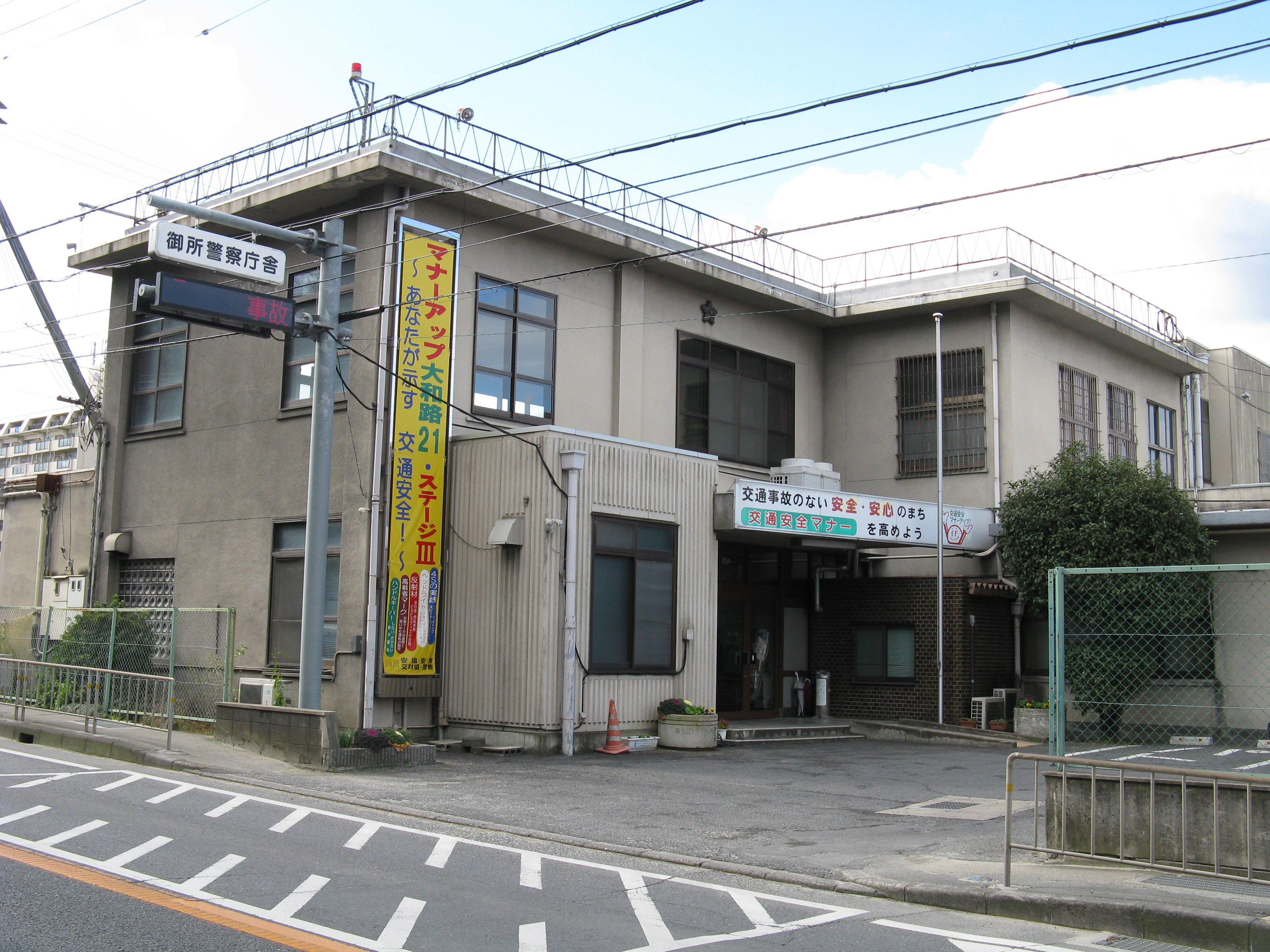
旧・御所警察署（現・御所警察庁舎）

御所警察署（ごせけいさつしょ）は、奈良県警察にかつて存在した警察署の一つである。

## 所在地
- 奈良県御所市1573

## 管轄区域
- 御所市

## 沿革
- 1954年（昭和29年）7月：警察法改正により市警察から奈良県警察に統合となる。
- 2008年（平成20年）3月10日：高田警察署に統合。現庁舎は高田警察署分庁舎（御所警察庁舎）に変更。

## 幹部交番
なし

## 交番
（ ）の中は所在地
- 近鉄御所駅前交番（御所市御所）

## 駐在所
（ ）の中は所在地
- 掖上駐在所（御所市東寺田）
- 室駐在所（御所市室）
- 櫛羅駐在所（御所市櫛羅）
- 名柄駐在所（御所市名柄）
- 葛城駐在所（御所市林）
- 葛駐在所（御所市古瀬）